# Xenospasta flava
Xenospasta flava is een keversoort uit de familie van oliekevers (Meloidae). De wetenschappelijke naam van de soort is voor het eerst geldig gepubliceerd in 1966 door Selander.